# سيرة ويني الذاتية

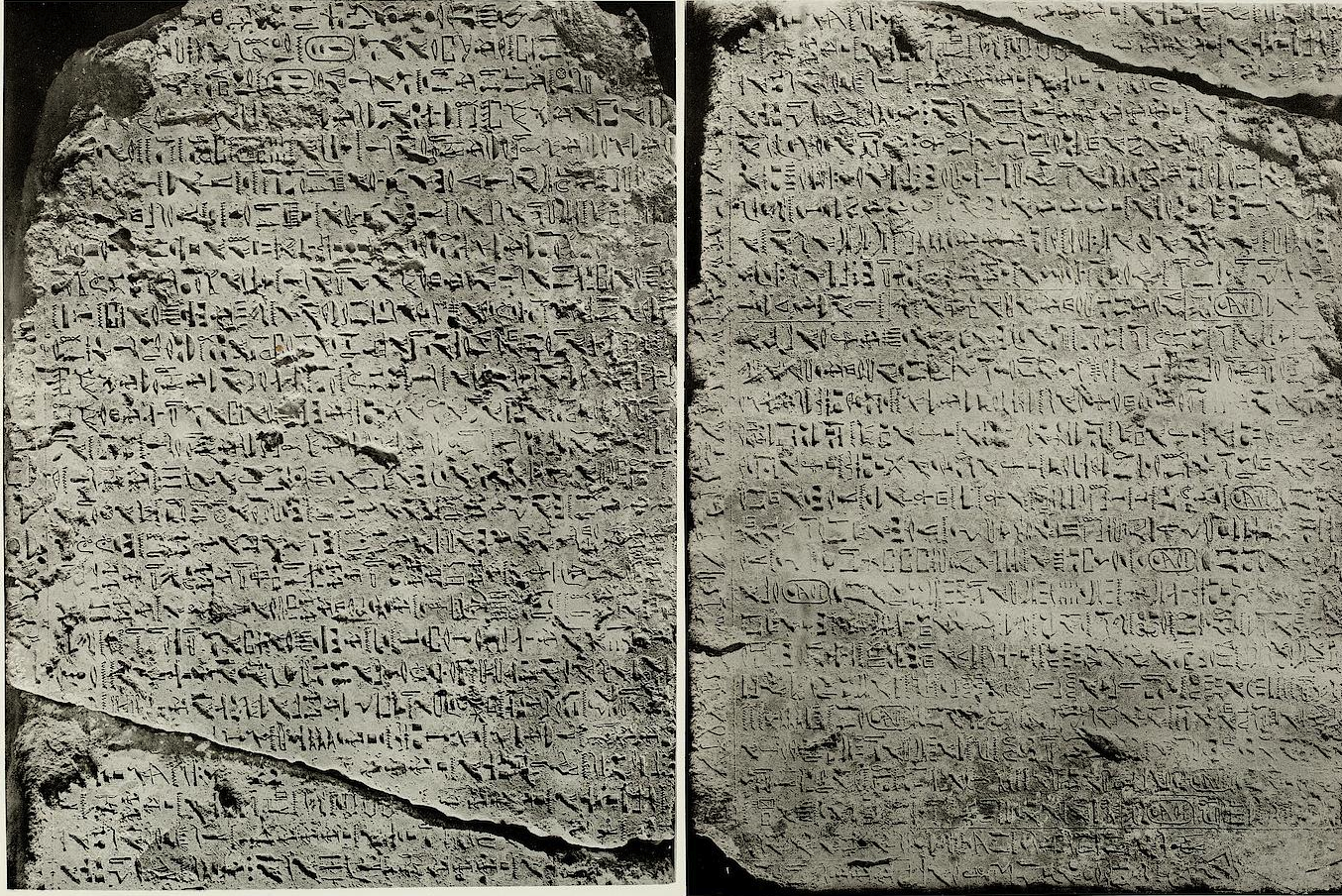
السيرة الذاتية لويني في المتحف المصري القاهرة.

السيرة الذاتية لويني هي نقش قبر من مصر القديمة وهو مهم لدراسات علم المصريات. كان ويني الأكبر، أو يوني، مسؤول في البلاط الفرعوني للأسرة السادسة في مصر القديمة.
فُقد ضريح ويني نتيجة وصف أوغست مارييت عام 1880 الغير واضح لمكان المقبرة «[على] التل العالي الذي يعطي المقبرة الوسطى اسمها». تم اكتشافه مرة أخرى في عام 1999 من قبل فريق علماء الآثار الأمريكي بقيادة الدكتورة جانيت ريتشاردز.

## السيرة الذاتية
بدأ ويني حياته المهنية تحت قيادة تيتي، وعمل كجنرال تحت قيادة بيبي الأول وحاكمًا لصعيد مصر في عهد مرن رع الأول. وبصفته قاضيًا حقق مع الملكة التي يُشتبه في تورطها في مؤامرة. وبينما كان جنرالا أعاد تنظيم الجيش في شكل كان لا يزال يستخدم في المملكة المصرية الحديثة.
ارتقى ويني في صفوف الجيش ليصبح قائد الجيش. اعتبره كل من معاصريه والعديد من علماء المصريات إستراتيجيا بارعًا. أكسبته انتصاراته امتياز تصويره كقائد للقوات في المعركة، وهو تقليد مخصص عادة للفراعنة. ويني هو أول شخص بخلاف فرعون معروف بأنه تم تصويره بهذه الطريقة. العديد من معاركه كانت في بلاد الشام وسيناء. يقال أنه لاحق مجموعة من الشاسو على طول الطريق إلى جبل الكرمل وحارب شعبًا شبه بدوي معروف في النصوص المصرية القديمة باسم «سكان الرمال» خمس مرات على الأقل. 
بينما كان قائدًا للجيش أجرى العديد من الإصلاحات الرئيسية للجيش. بدأ بتدريب قواته ليكون لها وضعية وقائية وليس دفاعية وضم يونى المرتزقة النوبيين في الجيش لأول مرة وأعاد تنظيم الجيش للسيطرة على الاقتتال الداخلي بين القوات ولتقليل النهب غير المنضبط. سجل إعادة تنظيمه للجيش بتفصيل كبير واستمرت إصلاحاته حتى وقت المملكة الحديثة. 
بعد وفاة بيبي تم تعيين ويني حاكما لصعيد مصر. قام بالعديد من التحسينات في البنية التحتية - بعضها كان مفيدًا للجيش- وكان مشروعه الأكثر ملاحظة هو القناة الموازية للنيل في الشلال الأول. 